# Filonide (comico)
Filonide del demo di Cidateneo (Atene, anni 460 a.C. – dopo il 414 a.C.) è stato un commediografo ateniese.

## Biografia
Iscritto allo stesso demo di Aristofane, Filonide fu amico del commediografo, di cui fu didascalo alle Lenee del 422 a.C. (per le Vespe e il Proagone), del 414 a.C. (per l'Anfiarào) e del 405 a.C. (per le Rane). 
Filonide fu padre di Nicocare, che seguì la sua carriera secondo la tradizione "artigianale" dei commediografi.

## Commedie
La Suda tramanda tre titoli di sue commedie: Κοθόρνοι (I coturni), Ἀπήνη (Il carro) e Φιλέταιρος (Filetèro).  Di esse ci restano 17 frammenti, di scarsa rilevanza, dai quali è impossibile trarre conclusioni di qualche tipo.